# Guerra Mórmon
A Guerra Mórmon (1838) foi o conflito de 1838 que ocorreu entre os Santos dos Últimos Dias (mórmons) e seus vizinhos da região noroeste do estado do Missouri. Este conflito também é chamado de Guerra Mórmon do Missouri para diferenciar da Guerra Mórmon de Utah (conhecida como Guerra de Utah) e da menos conhecida, a Guerra Mórmon de Illinois.
As datas especificas da guerra são desde 6 de agosto de 1838 (a batalha da eleição de Galatin) até 1 de novembro de 1838 quando Joseph Smith Jr. se rendeu na cidade de Far West. Durante o conflito foram mortas 22 pessoas (3 mórmons e 1 não mórmon no rio Crooked e 18 mórmon no Moinho de Haun).

## Antecedentes

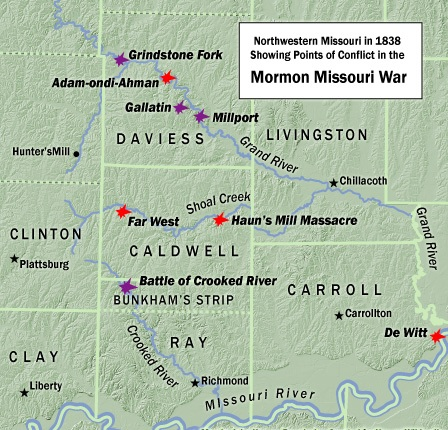
Um mapa do noroeste de Missouri em 1838, que mostra os pontos de conflito da Guerra mórmon.

Logo após de restaurar A Igreja de Jesus Cristo (dos Santos dos Últimos Dias), o profeta Joseph Smith Jr. revelou aos Santos dos Últimos Dias que a segunda vinda de Cristo estava próxima e que o lugar central da Cidade de Sião deveria estar próxima da cidade de Independence no condado de Jackson, em Missouri. Os Santos dos Últimos Dias começaram a se estabelecer no condado de Jackson para levantar a Cidade de Sião em 1831. O estabelecimento dos Santos dos Últimos Dias foi rápido e os residentes não-membros chegaram a se alarmar.
Membros e não-membros residentes no Missouri tiveram, em geral, fundamentalmente muitas diferentes perspectivas sobre a questões comunitárias e religiosas, incluindo a libertação dos escravos. Em particular:
- Os Santos dos Últimos Dias tendiam a votar em blocos, dando-lhes um grau de influência política no lugar onde se estabeleciam.
- Os Santos dos Últimos Dias compraram grandes quantidades de terra onde estabeleceram assentamentos insulares aos que se opunham aos não-membros.
- Os Santos dos Últimos Dias foram política e culturalmente diferentes dos residentes não-membros do Missouri, que se eram principalmente na zona sul dos Estados Unidos. Os Santos dos Últimos Dias mudaram-se de Nova Inglaterra, no vale de Ohio e geralmente tinha pontos de vista abolicionistas.
- E pelo fato de serem acusados de serem praticantes da poligamia.

Todas essas coisas influenciaram em muitos dirigentes locais e nos residentes para acreditarem que a comunidade dos Santos dos Últimos Dias eram uma ameaça ou controle ao político da região. Alguns residentes retinham um profundo ressentimento que levou a violência e assédio da multidão. Em outubro de 1833, os vigilantes antimórmons conseguiram conduzir os SUDs (sigla Santos dos Últimos Dias) do condado de Jackson, Missouri. Privados da força de suas casas e propriedades, os Santos dos Últimos Dias se instalaram temporariamente nos arredores do condado de Jackson, especialmente no condado de Clay.
Os anos passaram e as petições e pedidos mórmons não conseguiram trazer nenhuma justiça: os não-membros em Jackson recusaram-se a permitir o regresso dos SUDs e o reembolso dos danos de bens confiscados foi recusado. Em 1834, os Santos dos Últimos Dias fizeram uma tentativa de retorno ao condado de Jackson com uma expedição quase militar conhecida como Zion's Camp, mas este esforço também fracassou.
Enquanto isso, o novos conversos a Igreja de Jesus Cristo dos Santos dos Últimos Dias continuaram mudando-se do Missouri e estabeleceram-se no condado de Clay. Em 1836, William Alexander Doniphan, do condado de Clay promoveu uma lei através da legislatura do Missouri que criou Caldwell, especificamente para a fixação dos SUDs. Inclusive antes da aprovação do projeto de lei, os SUDs já haviam começado a compra de terras no que se transformou no condado de Caldwell e haviam fundado a cidade de Far West como sua sede.
Uma vez que se já haviam se estabelecido em um condado próprio, seguiu um período de relativa paz. Segundo um artigo no Elders' Journal - um periódico dos Santos dos Últimos Dias que foi publicado em Far West:"Os santos aqui estão em perfeita paz com todos os habitantes dos arredores, e a perseguição não é tanto como antigamente chamavam entre eles ... "
John Corrill, um dos líderes SUDs, recordava:
Friendship began to be restored between (the Mormons) and their bads neighbors, the old prejudices were fast dying away, and the neighbors were doing well, without prejudices until the summer of 1838".
"A amizade começou a ser restaurada entre (os SUDs) e seus vizinhos rebeldes, que tinham preconceitos, mas que foram morrendo rapidamente, e os vizinhos estavam fazendo bem, sem preconceitos com os mórmons até o verão de 1838".
Os mórmons foram obrigados mais tarde ir para o Oeste dos EUA, onde puderam crescer livremente, e só lá tiveram paz, pois eram terras pouco habitadas.

## O compromisso se rompe (1838)
O compromisso que permitia aos membros da Igreja de Jesus Cristo viver com seus vizinhos do Missouri começou a romper em 1838. Ao longo de 1837, os problemas nas matriz da igreja em Kirtland, Ohio centrado em torno do banco de Kirtland Safety Society, conduziu o cisma. A igreja se realocou de Kirtland para Far West, que se tornou a nova sede da igreja. Os SUDs cresceram as centenas de membros que chegaram de Kirtland e em outros lugares que se instalaram no condado de Caldwell. Os SUDs estabeleceram novas colônias fora do condado de Caldwell, incluindo Adam-ondi-Ahman em Daviess e DeWitt em Carroll.
Muitos não-membros, aparentemente acreditavam que os líderes de A Igreja de Jesus Cristo dos Santos dos Últimos Dias locais no Missouri haviam prometido que o assentamento dos membros se limitaria ao condado de Caldwell, mas na verdade esse acordo não havia tido nenhum valor jurídico, mesmo se tivesse os "velhos colonos" viam a expansão das comunidades SUDs fora de Caldwell como uma nascente ameaça a seu poder político e econômico.

## Sermão do sal e danitas
Ao mesmo tempo, uma luta pela liderança entre a presidência da igreja e os líderes do Missouri levou a excomunhão de vários líderes SUDs de alta posição, incluindo Oliver Cowdery (um dos Três Testemunhas e o "segundo ancião" original da igreja), David Whitmer (outro das Três Testemunhas e Presidente de Participação da igreja no Missouri), assim como John Whitmer, Hiram Page, William Wines Phelps e outros. Estes "dissidentes", ao ser chamados, possuíam uma quantidade significativa de terra doCondado de Caldwell, a maioria comprada quando atuavam como representantes para a igreja. Os dissidentes ameaçaram a igreja com demandas judiciais.
A presidência respondeu instando os dissidentes a abandonar o condado, usando palavras fortes que os dissidentes interpretaram como ameaças. Em seu famoso Sermão do sal, Sidney Rigdon anunciou que os dissidentes eram como sal que haviam perdido seu sabor e que era o dever dos crentes expulsar os dissidentes para serem pisoteados pelos pés dos homens. Ao mesmo tempo, os SUDs, incluindo Sampson Avard começaram a organizar uma sociedade secreta conhecida como os danitas, cujos propósitos incluíam obedecer a presidência da igreja "bem ou mal" e expulsar os dissidentes de Caldwell. Dois dias depois de que Rigdon pronunciou o Sermão do sal, 80 mórmons destacados incluindo Hyrum Smith firmaram o chamado Manifesto Danita, que advertia aos dissidentes de "sair ou uma calamidade pior lhes sucederá". Em 19 de junho, os dissidentes e seus familiares fugiram para os condados vizinhos onde suas queixas avivaram o sentimento antimórmon.
Em 4 de julho, a milícia da igreja e os danitas marcharam sobre Liberty em Far West para celebrar o Dia da Independência. Sidney Rigdon fez uma oração chamada de "Declaração de Independência" mórmon dos "assediadores"/"turba". Nela, Rigdon declarou que os Santos dos Últimos Dias não voltariam a serem expulsos de suas casas devido a perseguição de fora ou dissensão de dentro, e se os inimigos que voltaram para expulsar aos Santos, E essa multidão que vem sobre nós para nos perturbar, será entre nós e eles uma guerra de extermínio, porque nós vamos segui-los até a última gota de seu sangue; ou então eles terão de nos exterminar, porque nós vamos levar a sede da guerra para suas casas e suas famílias, e uma parte ou outra deve ser totalmente destruída …

## Batalha do dia das eleições de Gallatin
A batalha do dia das eleições de Gallatin foi uma escaramuça entre os colonos SUDs e não-SUDs no recém formado Condado de Daviess, no Missouri, en 6 de agosto de 1838.
Cerca de 200 não-membros tentaram pela força evitar que os santos votassem e uma briga se seguiu. Segundo se comentou mais tarde, no início da briga, o sud John Butler lançou uma chamada de socorro danita, "Oh sim, você danitas, aqui é um trabalho para nós!" que reuniu os membros e permitiu-lhes expulsar seus atacantes. A escaramuça é frequentemente citada como o início da Guerra Mórmon do 1838 no Missouri.
O Condado de Daviess era uma área esparsamente povoada situada ao norte do Condado SUD de Caldwell. Provavelmente umas 150 famílias não-mórmons viviam em Daviess em assentamentos em Millport, Grindstone Fork e a capital do condado, Gallatin. Na primavera de 1838, os Santos dos Últimos Dias criaram seu própria colônia chamada Adam-ondi-Ahman e começaram a se estabelecer rapidamente no condado. Pelo verão, a população mórmon igualava ou excedia a população não-mórmon. Os missourianos não-mórmons acreditavam que a lei de 1836 que criava os condados de Daviess e Caldwell era parte do compromisso em que os membros de A Igreja de Jesus Cristo estavam de acordo em permanecer em Caldwell. Alexander Doniphan, que simpatizava com os Santos dos Últimos Dias e que introduziu a lei na legislatura Missouriana, acreditava que a causa da Guerra Mórmon era a ruptura deste compromisso. Mais tarde recordou que os problemas começaram quando os Santos dos Últimos Dias "começaram a formar um assentamento no Condado de Daviess, que nos termos de seu acordo, não tinham o direito de fazer". As primeiras eleições do Condado de Daviess foram realizadas em 6 de agosto de 1838. No período prévio ao dia das eleições, os dois candidatos principais para o cargo, o coronel William Peniston (um Whig que havia fundado Millport) e o juiz Josiah Morin (um democrata local) visitaram Adam-ondi-Ahman em busca de voto sud.
Mais tarde, Peniston decidiu que os mormons planejavam votar em bloco em seu oponente e conspirou para impedi-los de votar usando a força. Quando chegou o dia das eleições, Peniston fez um discurso em Gallatin dizendo que se os missourianos "permitirem que como esses homens [os mórmons] votarem, em breve perderão seu sufrágio".
Quando uns 30 Santos dos Últimos Dias aproximaram-se do centro eleitoral, um missouriano chamado Dick Weldon disse que no Condado de Clay os mórmons não tinham permissão para votar "não mais que os negros". Logo começou uma discussão com Samuel Brown, um mórmon que esperava para votar, que acabou quando Brown golpeou Weldon. Alguns mórmons tentaram conter Brown mas os outros entraram na briga imediatamente. Quando começou a luta, John Lowe Butler, um mórmon que também era danita, fez uma chamada codificada, "Oh sim, vocês danitas, aqui tem um trabalho para vocês!". Outros danitas na multidão imediatamente se precipitaram para a luta. Embora superados em número, os mórmons mantiveram sua frente e expulsaram a seus atacantes, mas não está claro se puderam votar antes de abandonar Gallatin.
Rumores espalharam-se entre ambas as partes que não foram vítimas no conflito. Quando Joseph Smith e uns voluntários foram a Adam-ondi-Ahman para avaliar a situação, eles descobriram que não havia nenhuma verdade nos rumores e voltou para Far West.

## Mórmons expulsos de De Witt
A princípio da primavera, Henry Root, um missouriano que era um importante proprietário de terras no Condado de Caldwell, visitou Far West e vendeu seus lotes na cidade de De Witt aos líderes da igreja. De Witt possuía um local de importância estratégica, perto da inserção rio Grande e o rio Missouri. Dois membros do Conselho Superior de Far West, George M. Hinkle e John Murdock, foram enviados para tomar posse da cidade para começar a colonizar. Em 30 de julho, os cidadãos antimórmons do Condado de Carroll, concentrados sobretudo em Carrollton, se reuniram para discutir sobre seus novos vizinhos Santos dos Últimos Dias em De Witt. Se decidiu que o assunto sobre permitir aos mórmons colonizar o condado seria colocado em votação em 6 de agosto. Só um punhado de votos foram emitidos a favor dos mórmons. Uma comissão foi enviada a De Witt para ordenar aos Santos dos Últimos Dias para que saíssem. Hinkle e Murdock se negaram, citando seu direito como cidadãos americanos de poder ficar aonde quisessem. Em 7 de agosto, os missourianos tiveram outro encontro e votaram para expulsar os mórmons pela força. Logo após, a milícia do Condado de Carroll pegaram em armas e começaram a sitiar De Witt. Smith Humphrey, uma testemunha mórmon, declarou:
"Na manhã do 19 de agosto de 1838 e eu estava em Dewitt, estava voltando para casa e meu encontrei com uma força armada de homens, suponho que cerca de cem comandados pelo coronel [William Claud] Jones e pela força me tomaram prisioneiro umas duas horas durante o qual fizeram várias ameaçam as pessoas chamadas de mórmons como a que estavam determinados de expulsar daquele condado."
Os vigilantes assediaram os Santos dos Últimos Dias de De Witt ao longo do mês de setembro e queimaram a casa e os estábulos de Smith Humphrey em 1 de outubro. Depois de um cerco prolongado (de 1 a 11 de outubro) no qual centenas de antimórmons armados acamparam ao redor da cidade, os líderes mórmons aceitaram de abandonar o assentamento e foram para o Condado de Caldwell.

## Expedição Daviess
O general David R. Atchison escreveu uma carta ao governador Lilburn Boggs em 16 de outubro de 1838. Disse que o general Parks lhe informou de que "um punhado de homens do Condado de Carroll, Missouri com uma peça de artilharia, estão em marcha para o Condado de Daviess, onde se pensava que o mesmo jogo sem lei é para ser jogado mais, e os mórmons a serem expulsos desse condado e, provavelmente, do Condado de Caldwell. Atchison disse ainda, "Com todo respeito, sugiro a vossa Excelência a conveniência de uma visita em pessoa ao local dos eventos, ou em todo caso, um anúncio sincero" como a única maneira de restabelecer a paz e o império da lei. Boggs, porém, ignorou esse fundamento e continuou a esperar esperando que os acontecimento se resolvessem
Enquanto isso, um grupo de não-mórmons de Clinton, Platte, e outros condados começaram a fustigar os mórmons no Condado de Daviess, queimando casas e saqueando propriedades periféricas. Os SUD começaram a fugir para Adán-ondi-Ahman para buscar proteção e refúgio contra o próximo inverno. José Smith, de regresso a Far West desde De Witt, foi informado pelo General Doniphan da piora da situação. Doniphan já havia preparado as tropas para evitar enfrentamentos entre mórmons e antimórmons no Condado de Daviess. Em 14 de outubro, uma pequena companhia da milicia estatal sob o comando do coronel William A. Dunn do Condado de Clay chegou a Far West. Dunn, atuando sob as ordens de Doniphan, chegou em Adán-ondi-Ahman.
Apesar de compreender a difícil situação dos mórmons, Doniphan lembrou aos Santos dos Últimos Dias que a milícia de Caldwell não podia entrar legalmente no Condado de Daviess, e aconselhou aos mórmons para ir lá em pequenos grupos e desarmados. Ignorando esse conselho, um juiz mórmon do Condado de Caldwell, chamou a milícia de Caldwell, liderada pelo Coronel George M. Hinkle. Embora os oficiais do condado só poderiam agir legalmente dentro do condado, este juiz autorizou a Hinkle a defender os assentamentos mórmons no condado vizinho de Daviess.
O Coronel Hinkle e mórmons da milícia de Caldwell acabariam por se juntar aos líderes da igreja, incluindo Joseph Smith, e também sujeitos dos danitas. Em 18 de outubro, os mórmons começaram a atuar como vigilantes e marcharam divididos em três grupos para os assentamentos de Gallatin, Millport e Grindstone Fork no Missouri. O povo do Missouri e suas famílias, mais superiores numericamente que os mórmons, fugiram para os condados vizinhos. Tendo assumido o controle dos assentamentos do Missouri, os mórmons saquearam as propriedades e as lojas e queimaram as casas. É relatado que a sede do condado, Gallatin, foi "completamente destruída" - só uma loja de sapatos manteve-se intacta. Millport, Grindstone Fork e os assentamentos mais pequenos do Missouri situados em Splawn's Ridge conheceram um destino semelhante.
Durante os dias que seguiram, os vigilantes SUD sob a direção de Lyman Wight levaram as pessoas do Missouri que moravam que moravam em fazendas distantes para suas casa, que foram igualmente saqueados e queimados. Segundo uma testemunha, "podíamos estar em nossa porta e ver a queima de casas a cada noite durante mais de duas semanas ... os mórmons haviam destruído tudo no Condado de Daviess. Apenas uma casa ficou em pé em todo o condado. Quase todas foram queimadas". Muitos dos SUD se viram muito perturbados pelo sucesso. O líder mórmon John Corrill escreveu, "pilhagem ou o amor entre eles cresceu muito rápido, e saquearam todos os tipos de bens que puderam obter". Alguns SUD, como William Foote, disse que algumas pessoas de Missouri haviam queimado suas casas com o fim de culpar aos mórmons.

## Batalha de Crooked River

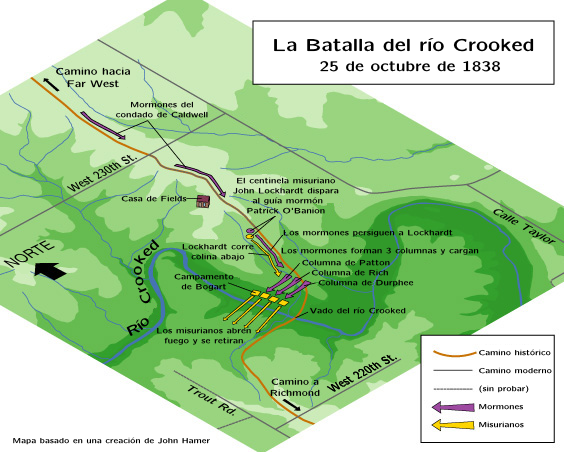
Clique na imagem para ver o mapa que ilustra a Batalha de Crooked River.

Thomas B. Marsh, presidente do Quórum dos Doze Apóstolos da igreja, e seu companheiro, também apóstolo, Orson Hyde estavam alarmados por causa das atividades que haviam tido lugar no Condado de Daviess.
Em 24 de outubro, Marsh e Hyde deixaram as companhia de seus companheiros e viajaram para Richmond, no Condado de Ray. Uma vez lá, deixaram declarações sobre a queima e saque do Condado de Daviess. Também informaram da existência do grupo danita entre os mórmons e repetiram o rumor popular que dizia que um grupo de danitas estava planejando atacar e queimar Richmond e Liberty.

## Ordem de extermínio
As notícias da batalha em seguida se estenderam e contribuíram a semear o pânico no noroeste de Missouri. As notícias iniciais exageradas indicavam que quase toda a companhia de Bogart havia sido morta. Os generais Atchison, Doniphon e Parks decidiram que precisavam chamar a milícia para "prevenir mais violência". Assim foi como se explicou em uma carta ao coronel do Exército americano R.B. Mason de Fort Leavenworth:
"Os cidadãos de Daviess, Coroll, e outros condados tem multidão após multidão durante os últimos meses para expulsar um grupo de fanáticos (chamados mórmons) desses condados e do Estado. Estas coisas tem incitado os mórmons em um estado de desespero que os converteu em agressores ao invés de atuar na defensiva."
Enquanto isso, os relatórios exagerados da Batalha de Crooked River chegaram ao governador do Missori, Lilburn Boggs. Boggs Embora ele se absteve de interromper o cerco ilegal antimormón de DeWitt, agora ele preparava uma milícia de 2500 homens para por fim ao que considerava uma insurreição mórmon contra o Estado. Possivelmente baseando-se no sermão de 4 de julho de Rigdon, que falava de uma "guerra de extermínio", Boggs emitiu sua Ordem de extermínio, em que afirmou que "os mórmons devem ser tratados como inimigos, e devem ser exterminados o expulsos do Estado se é necessário para a paz pública ... ".

## Massacre do Moinho de Haun
Os refugiados mórmons que haviam sido expulsos do Condado de Daviess fugiram para o Condado de Livingston e foram particularmente encarniçados. Um historiador missouriano do século XIX anotou:
"O homens do Condado de Daviess foram muito duros contra o mórmons e prometeram a mais horrenda vingança contra a seita em sua totalidade. Não importava se os mórmons no moinho de Haun haviam tomado parte nos distúrbios [ocorridos em Daviess]; bastava que fossem mórmons. Os homens de Livingston se imbuíram no mesmo espírito e estavam ansiosos para o ataque... sentindo uma simpatia extraordinária aos ultrajes que haviam sofrido seus vizinhos".
Também se uniram ao grupo antimórmons do assentamento no extremo noroeste do Condado de Caldwell, que tinham fugido do condado de Livingston. Unidos sob a liderança do coronel Thomas Jennings do Condado de Livingston, estes homens estavam determinados em realizar ataques isolados nas casas e assentamentos mórmons no leste do Condado de Caldwell. Ainda apenas tivesse sido emitido, é provável que a "Ordem de Extermínio" do governador já haviam chegado a estes homens, e em nenhum momento tal ordem lhes autorizava cruzar o Condado de Caldwell para atacar. Também deveria ser mencionado que nenhum dos participantes da ação nunca citou a ordem como justificação de suas ações.
Em 29 de outubro, esse grupo de homens com uns 250 homens entraram no leste do Condado de Caldwell.
Construído ao longo de Shoal Creek, o moinho de Haun era um dos primeiros assentamentos mórmons no Condado de Caldwell e era uma estação de paso en la ruta desde el este hasta Far West. Quando os invasores missourianos alcançaram o assentamento na tarde do 30 de outubro, umas 30 ou 40 famílias mórmons estavam vivendo acampadas lá. A multidão abriu fogo em um ataque surpresa, os mórmons fugiram em todas as direções. Quando as mulheres e meninas mórmons se dispersaram e se esconderam nos bosques dos arredores e nas casas, os homens e meninos mórmons se reuniram para defender o assentamento. Entraram em uma forja que tinham esperança de usar como uma fortificação defensiva improvisada. Para desgraça dos mórmons, o lugar tinha grandes buracos por onde los missourianos dispararam e, como um mormón disse depois, se transformou em uma "carnificina em um abrigo".. Depois que a maioria dos defensores da forja foram mortos ou feridos de morte, alguns dos missourianos entraram para acabar o trabalho. Encontraram um menino de 10 anos, Sardius Smith escondido atrás dos fóles, William Reynolds do Condado de Livingston lhe atirou e matou dizendo "As lêndeas se tornam piolhos, e se ele tivesse vivido ele teria se tornado um mórmon".
No total, foram mortos uns 18 Santos dos Últimos Dias no que passou a se chamar do Massacre do Moinho de Haun. A maioria dos sobreviventes se abrigaram como puderam até Far West, com noticias do massacre que criaram a sensação de uma grande ansiedade.

## Cerco de Far West e captura de dos líderes da igreja
Dado o esmagador poder do estado de Missouri, os Santos dos Últimos Dias estavam então na defensiva. Muitos mórmons se reuniram em Far West e Adam-ondi-Ahman para se proteger. O General Mayor Samul D. Lucas marchou com a milícia do estado até Far West e sitiou os quartéis mórmons.
Rodeados pela milícia estatal, o estado de animo em Far West era inquieto. Joseph Smith ordenou ao coronel George M. Hinkle, o chefe da milícia mórmon no Condado de Caldwell, para se reunir com o General Lucas para chegar a um acordo. Segundo Hinkle, Smith queria um tratado com os missourianos em qualquer condição exceto ir para a batalha. Outras testemunhas mórmons recordaram que Smith disse "suplica como um cachorro pela paz".
Os pedidos de Lucas eram difíceis. Os mórmons tinham de deixar seus líderes para que fossem julgados e devolver todas suas armas. Cada mórmon que tinham tinham feito uso de armas venderia sua propriedade para pagar os danos a propriedade missouriana e para a assembléia da milícia estatal. Finalmente, os mórmons que tiveram pegaram em armas deveriam abandonar o estado. O Coronel Hinkle declarou que os mórmons ajudaram a levar a justiça a aqueles mórmons que haviam violado a lei, mas protestaram que os outros termos eram ilegais e anticonstitucionais.
O Coronel Hinkle cavalgou até os líderes da igreja em Far West e lhes informou suas propostas. Segundo a testemunha mormón Reed Peck, quando disse a Smith que se esperava que os mórmons deixassem o estado, o profeta respondeu que "não se preocupava" e que estaria feliz em abandonar o "maldito estado" de todas as formas. Joseph Smith e outros líderes cavalgaram com Hinkle até o acampamento da milícia missouriana. A milica prendeu rapidamente a Smith e os outros líderes. Smith acreditava que Hinkle lhe havia traido, Hinkle, mas manteve sua inocência e disse que estava seguindo ordens de Smith. Hinkle escreveu a William Wines Phelps, um mórmon testemunha dos fatos: "Quando os fatos foram colocados diante de Joseph, que não disse, 'eu vou', ... tanto você quanto eu estávamos preocupados?"
Joseph Smith e os outros líderes presos foram colocados sob vigilância durante a noite que passaram no acampamento do General Lucas, onde foram deixados à mercê do clima do. Lucas queria julgá-los em uma corte marcial e ordenou ao general Alexander William Doniphan para executar os prisioneiros. Doniphan se recusou a obedecer a ordem. Mais tarde os líderes da igreja foram entregues a tribunais civis, onde foram detidos sem julgamento.

## Resultado
O Missouri acusou os mórmons do conflito os obrigou a vender suas terras para pagar a milícia estatal. Sem suas propriedades, os mórmons tiveram uns meses para abandonar o estado. A maioria dos refugiados se mudaram em direção leste, até Ilinois, onde os residentes da cidade de Quincy os ajudaram. Finalmente a maior parte dos mórmons se agruparam e fundaram uma nova cidade em Ilinois a qual chamaram de Nauvoo.
Joseph Smith, Sidney Rigdon e outros líderes da igreja foram processados. Advogados de Smith argumentaram com sucesso, contra uma série de acusações pelas quais ele foi acusado de modo a parecer um julgamento justo. Smith foi transferido de uma prisão em Richmond para outra em Liberty. Depois de passar vários meses em cativeiro em uma cela apertada no subsolo e ao mesmo tempo a opinião pública era contra em deixa-los em liberdade. Smith e outros líderes da igreja foram impedidas de escapar da custódia. Eles fugiram para Illinois, onde aderiu ao corpo principal do Santos dos Últimos Dias. Em 6 de maio de 1842, Boggs foi acertado com um tiro na cabeça em sua casa, a três quadras de distância do Temple Lot. Ele sobreviveu, mas os mórmons eram suspeitos do crime e apoiante mórmon Porter Rockwell foi preso, mas nunca foi condenado.